# Gare de Fujishiro
La gare de Fujishiro (藤代駅, Fujishiro-eki) est une gare ferroviaire japonaise située dans la ville de Toride dans la préfecture d'Ibaraki. Elle est gérée par la East Japan Railway Company (JR East).

## Situation ferroviaire
La gare de Fujishiro est située au point kilométrique (PK) 43,4 de la ligne Jōban.

## Histoire
La gare a été inaugurée le 25 décembre 1896.

## Service des voyageurs

### Accueil
La gare dispose d'un bâtiment voyageurs, avec guichet, ouvert tous les jours.

### Desserte
- Ligne Jōban :
  - voie 1 : direction Tsuchiura, Mito et Iwaki
  - voie 2 : direction Toride, Matsudo et Ueno (interconnexion avec la ligne Ueno-Tokyo pour Tokyo et Shinagawa)